# Leucopeonidina
Leucopeonidin con fórmula química C16H18O7 es una leucoantocianina. 
Leucopeonidin glucósido, que se encuentra en la corteza de Ficus benghalensis, muestra efectos antidiabéticos.